# Eupithecia polylibades
Eupithecia polylibades är en fjärilsart som beskrevs av Louis Beethoven Prout 1916. Eupithecia polylibades ingår i släktet Eupithecia och familjen mätare. Inga underarter finns listade i Catalogue of Life.